# Семь часов до гибели
«Семь часов до гибели» — советский полнометражный цветной художественный фильм, поставленный на киностудии «Ленфильм» в 1983 году режиссёром Анатолием Вехотко.
Премьера фильма в СССР состоялась 25 июля 1983 года.

## Краткое содержание
После поездки в родную деревню хирург Шульгин задумался о возвращении домой. Он работает в пароходстве на Севере. Честный, принципиальный доктор, но считает, что в его возрасте — после сорока — можно было достичь гораздо большего.
В его дежурство поступил вызов на военный корабль, к получившему тяжёлую травму матросу Королёву. Вертолёт, на котором они должны были забрать пациента, из-за плохой погоды едва справился с задачей. Шульгину пришлось спрыгнуть вниз на палубу корабля в растянутый командой тент. Сложная операция с огромными трудностями прошла успешно. Больной выжил, хотя шансы на спасение были минимальны.
Шульгин вначале отказался от операции, но имея выбор: жить или не жить пациенту, сделал всё, что мог, и нашёл веру в себя как врача.

## В ролях
- Евгений Жариков — Алексей Васильевич Шульгин, хирург
- Наталья Гвоздикова — Ирина Шульгина, жена
- Леонид Марков — Григорий Кузьмич Нечаев, капитан ледокола «Мурманск»
- Юрий Демич — капитан-лейтенант Гаркуша, командир военного корабля «Сильный»
- Александр Збруев — Кусаков, пилот вертолёта «2741»
- Герберт Дмитриев — Олег Петрович Петрищев, новый капитан ледокола «Мурманск»
- Сергей Плотников — Василий Шульгин
- Сергей Паршин — Евгений Александрович
- Юрий Прокофьев — штурман «Мурманска»
- Николай Кузьмин — Прокофьич
- Майя Блинова — мать Шульгина
- Валерий Быченков — водитель скорой
- Лилия Гурова — эпизод
- Николай Крюков — врач
- Анатолий Столбов — эпизод
- Милена Тонтегоде — эпизод

## Съёмки
Съёмки фильма велись на большом противолодочном корабле «Сильный».